# Garage (musik)
Garage är en term som används för att beskriva olika former av modern dansmusik. 
Begreppet garage har använts med olika betydelser genom åren, och Frank Broughton och Bill Brewster skriver i Last Night A DJ Saved My Life att "garage" har betytt så mycket olika saker för så många olika människor att "om man inte talar om en specifik tidpunkt och plats, är ordet i stort sett meningslöst".
Garage användes ursprungligen för att känneteckna den musik som spelades på klubben Paradise Garage i New York. Klubben, som existerade mellan 1976 och 1987, spelade en eklektisk musikblandning med grunden i disco och soul. Paradise Garage låg på 84 King Street och klubben var inhyst i ett stort parkeringsgarage, därav namnet. DJ var den legendariska Larry Levan.
Senare blev garage synonymt med en form av housemusik som stod närmare soul och gospel, och som byggde mer på vokalinsatser än traditionell house. Den musiken associeras ofta till New Jersey, där Tony Humphries hade sin klubb Zanzibar. Bland de stora artisterna i den typen av garage finns Ten City, Blaze och Masters At Work, som fick stort genomslag under 90-talet med sina samarbeten med vokalister som BeBe Winans, Luther Vandross och India.
Den amerikanska 90-talsgaragen inspirerade brittiska musiker att i slutet av 90-talet skapa en egen variant av musiken. Den brittiska varianten går under paraplytermen UK garage (i England bara garage) med stilar som speed garage, 2-step, grime och dubstep.

## Exempel på garagelåtar
Från Paradise Garage-eran:
- Taana Gardner - Work That Body
- Yoko Ono - Walking on Thin Ice
- First Choice - Dr. Love
- Jocelyn Brown - Make It Last Forever

90-talsgarage (USA):
- Masters At Work feat. Luther Vandross - Are You Using Me?
- Masters At Work feat. India - To Be In Love
- Roy Davis Jr. - Gabrielle
- Brothers Of Peace - Work It Out

UK garage:
- Double 99 - RIP Groove
- So Solid Crew - 21 Seconds
- Artful Dodger feat. Craig David - Re-rewind
- Wiley - Wot U Call It?